# Slowaakse keuken

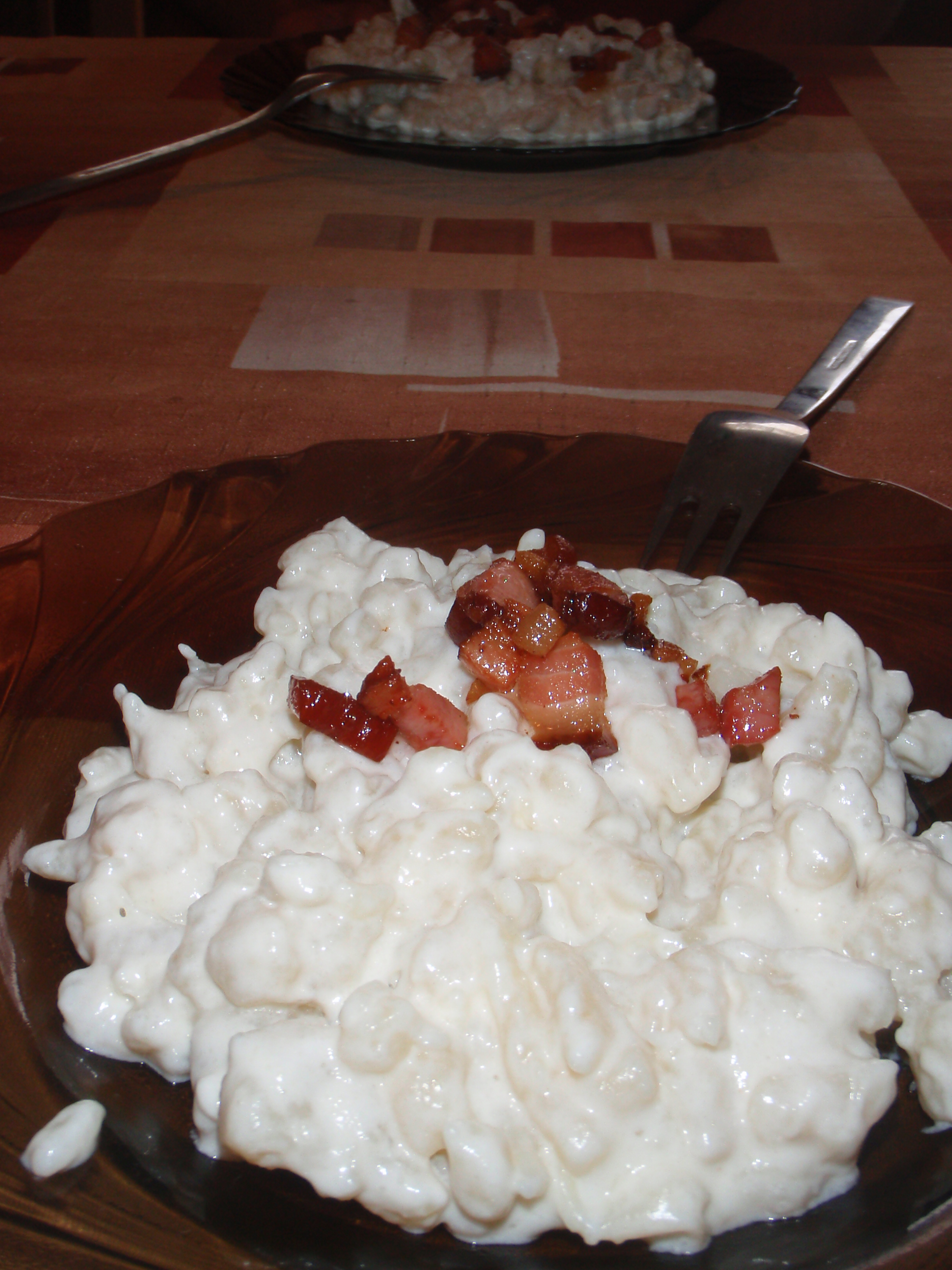
Bryndzové halušky - het nationale gerecht van Slowakije

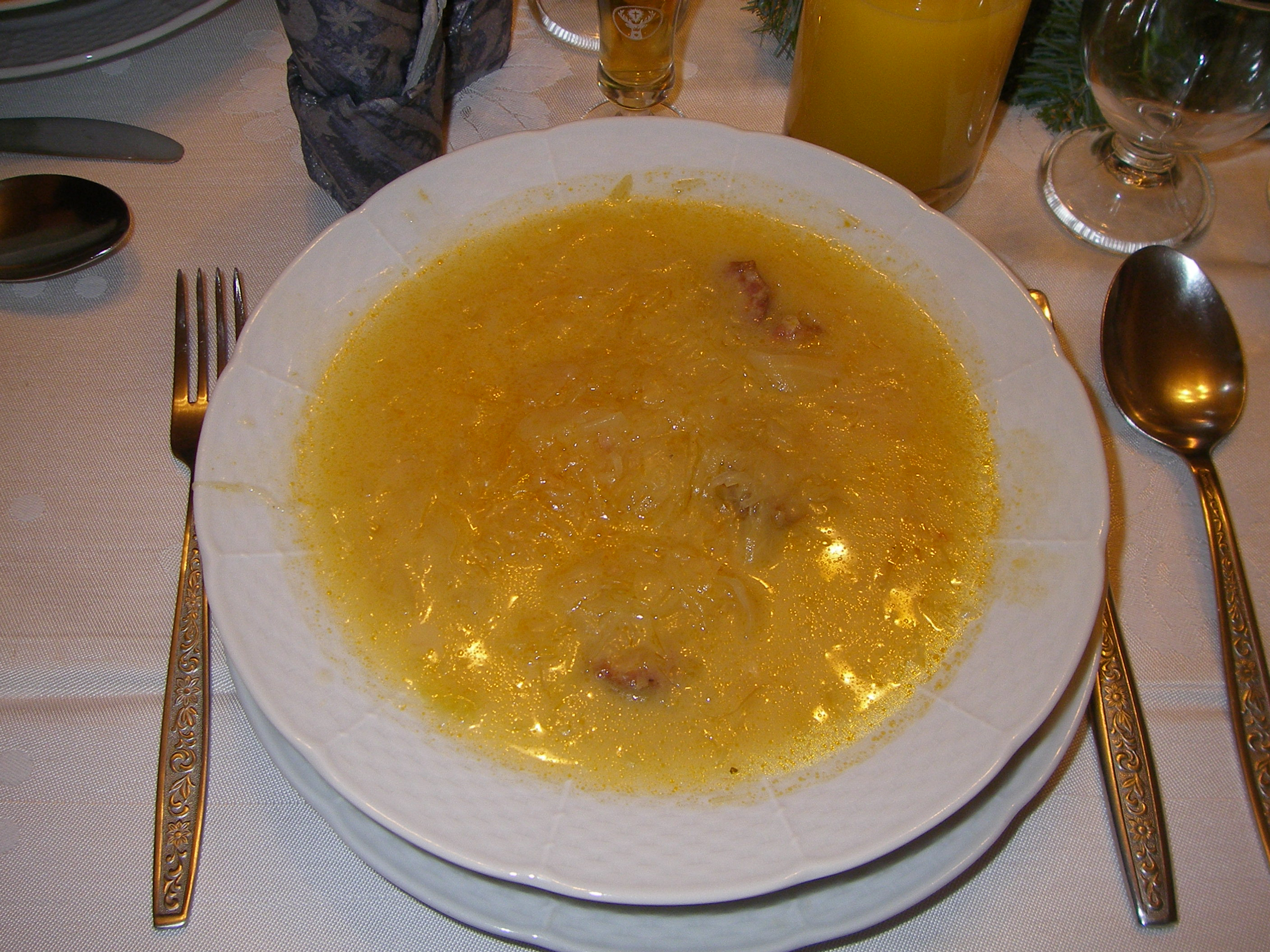
Kapustnica (zuurkoolsoep)

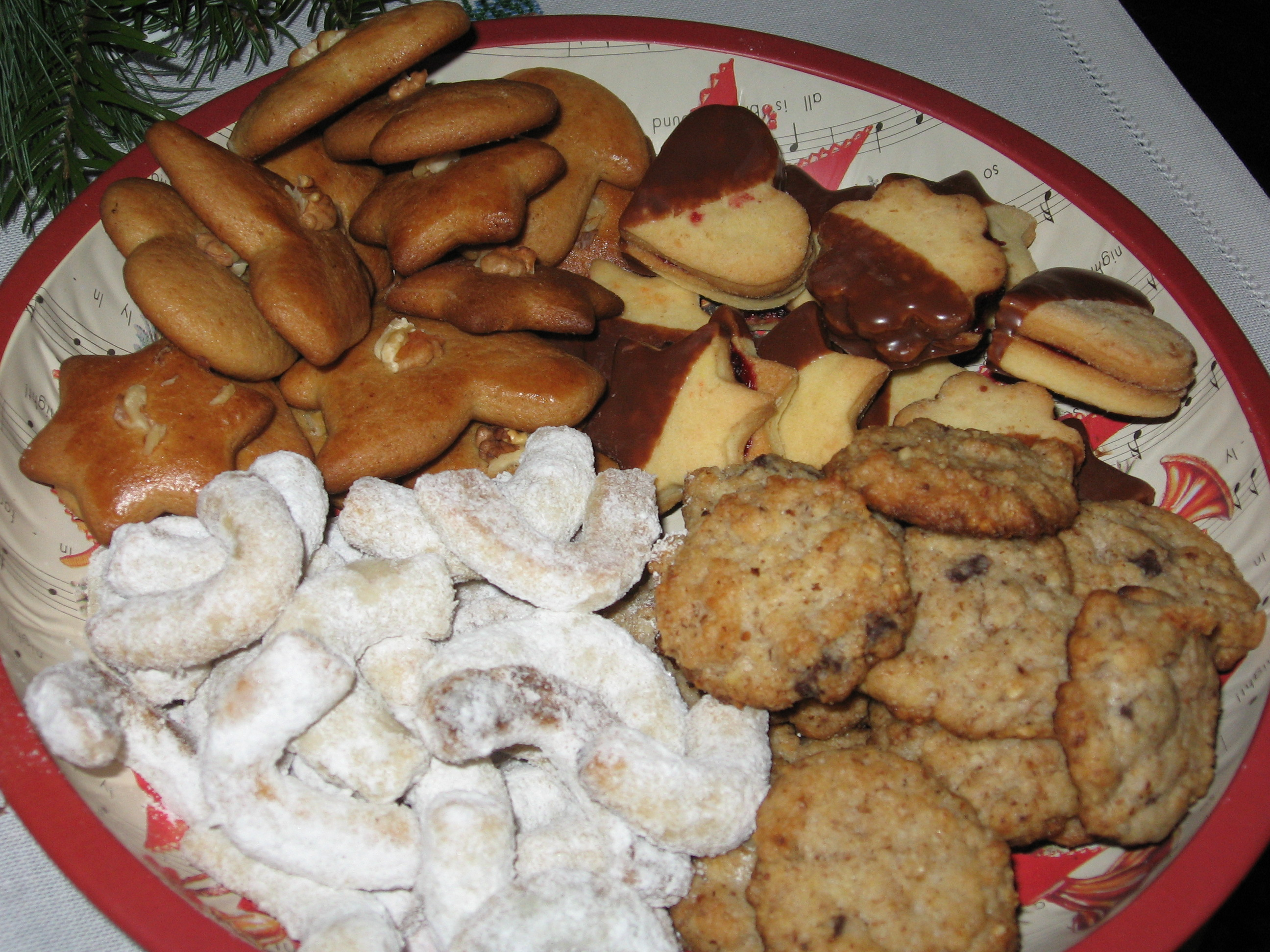
Slowaakse kersttaart

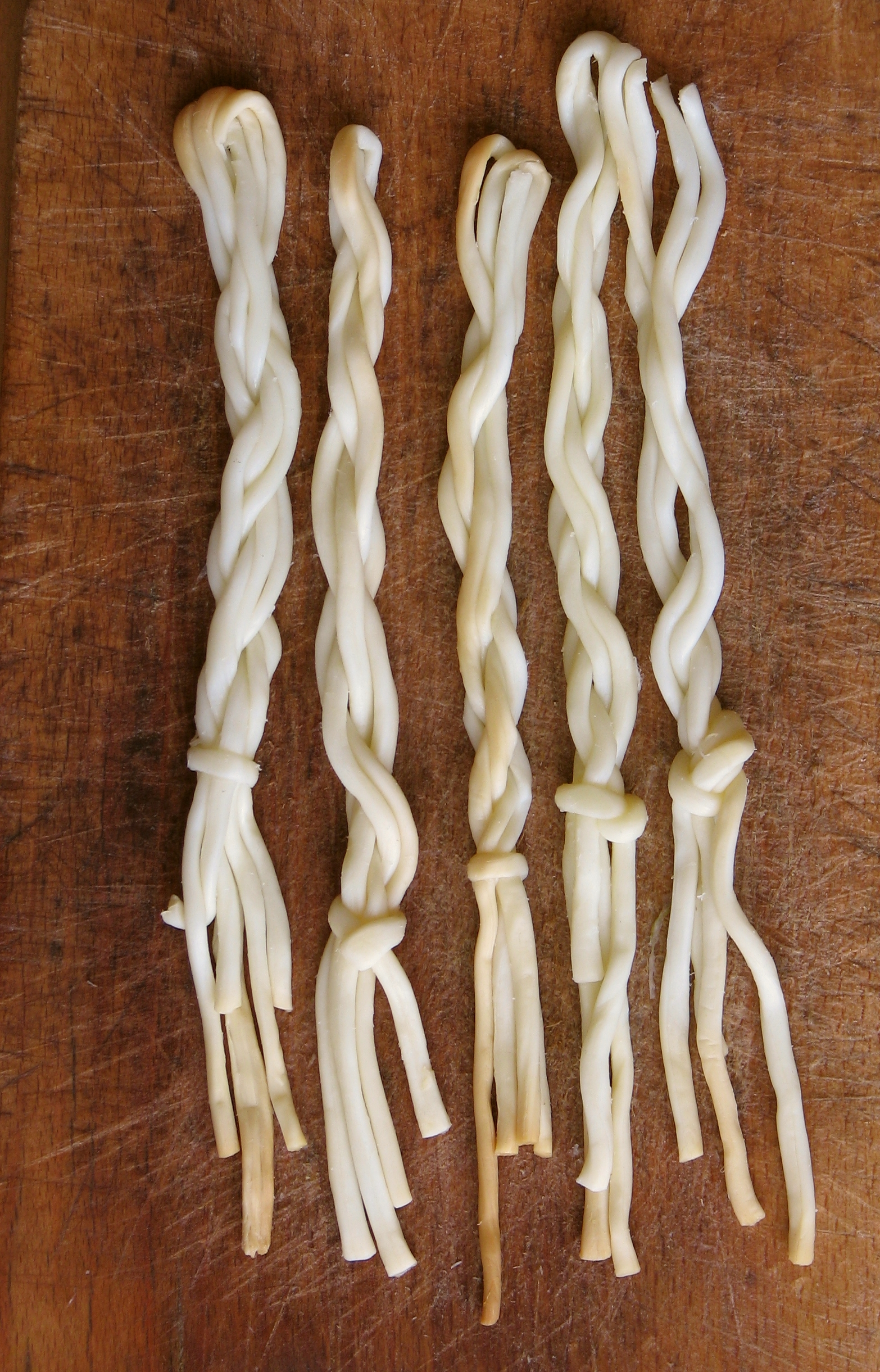
Gerookte Korbáčiky

De Slowaakse keuken is de nationale keuken van Slowakije. Door de historische verhoudingen is de keuken door de Hongaarse, Oostenrijkse en Boheemse keukens beïnvloed. Traditioneel is de Slowaakse keuken gebaseerd op het grote gebruik van varkensvlees, aardappelen, groenten (zuurkool in het bijzonder) en diverse melkproducten.

## Gerechten en specialiteiten
Kleine opsomming van gerechten.

### Soepen
Een traditionele Slowaakse soep is de zuurkoolsoep (kapustnica), welke bestaat uit gekookte zuurkool, rookvlees, gedroogde paddenstoelen en pruimen, worst, iets bloem en zure room. Verdere veelvoorkomende soepen zijn de bonensoep (fazuľová polievka), knoflooksoep (cesnaková polievka), linzensoep (šošovicová polievka) en goulashsoep.

### Hoofdgerechten
In de Slowaakse keuken wordt veel gnocchi of halušky toegepast. Het nationale gerecht, Bryndzové halušky, is een combinatie van gnocchi met bryndza (verse schapenkaas) en spek. Daarnaast bestaat er kapustové halušky, een variant met zuurkool. Verschillende regio's in Slowakije kennen hun eigen versie.
Sporen van de Hongaarse en Oostenrijkse keuken zijn onmiskenbaar; Goulash en Wiener schnitzel zijn bekende hoofdgerechten in Slowakije. Een populair Tsjechisch gerecht is Sviečková.
Verdere gerechten:
- Bryndzové pirohy
- Granadír
- Lokše (Slovaakse aardappelpannenkoeken).
- Parené buchty
- Vyprážaný syr
- Zemiakové placky

### Nagerechten
Diverse soorten strudel, brood en brioche komen voor in de Slowaakse keuken. 
- Bábovka (tulband)
- Bratislavské rožky (croissants)
- Medovníky (honingkoek)
- Palacinky (pannenkoekjes)
- Makové šúľance (maanzaadnoedels)
- Trdelník
- Žemľovka
- Pagáče

### Kaas
In Slowakije zijn vele soorten schapenkaas te vinden. De bekendste is de eerdergenoemde bryndza, die ook als smeerkaas gebruikt wordt. De in Oostenrijk bekende Liptauer heet in Slowakije šmirkás (smeerkaas) of officieel bryndzová nátierka. 